# Жолобов, Виталий Михайлович
Вита́лий Миха́йлович Жо́лобов (укр. Віталій Михайлович Жолобов; род. 18 июня 1937, Старая Збурьевка, Херсонская область) 
Член Международной ассоциации космических полётов, Международной авиационной федерации, Международной ассоциации полицейских.

## Биография
Родился 18 июня 1937 года, в селе Старая Збурьевка Голопристанского района (ныне — Херсонской области). В 1959 году окончил Азербайджанский институт нефти и химии, потом служил в авиационной части. В 1974 году окончил Военно-политическую академию им. В. И. Ленина.
С 1963 года по 1981 год работал в Центре подготовки космонавтов имени Ю. А. Гагарина. В группе космонавтов — с 1963 года.

## Космический полёт
Виталий Жолобов с 6 июля по 24 августа 1976 года совершил полёт в космос вместе с Борисом Волыновым на космическом корабле Союз-21 к орбитальной станции Салют-5 в качестве бортинженера. Из-за плохого самочувствия В. М. Жолобова, заболевшего после ликвидации последствий аварии на борту, полёт был прерван через 49 суток.

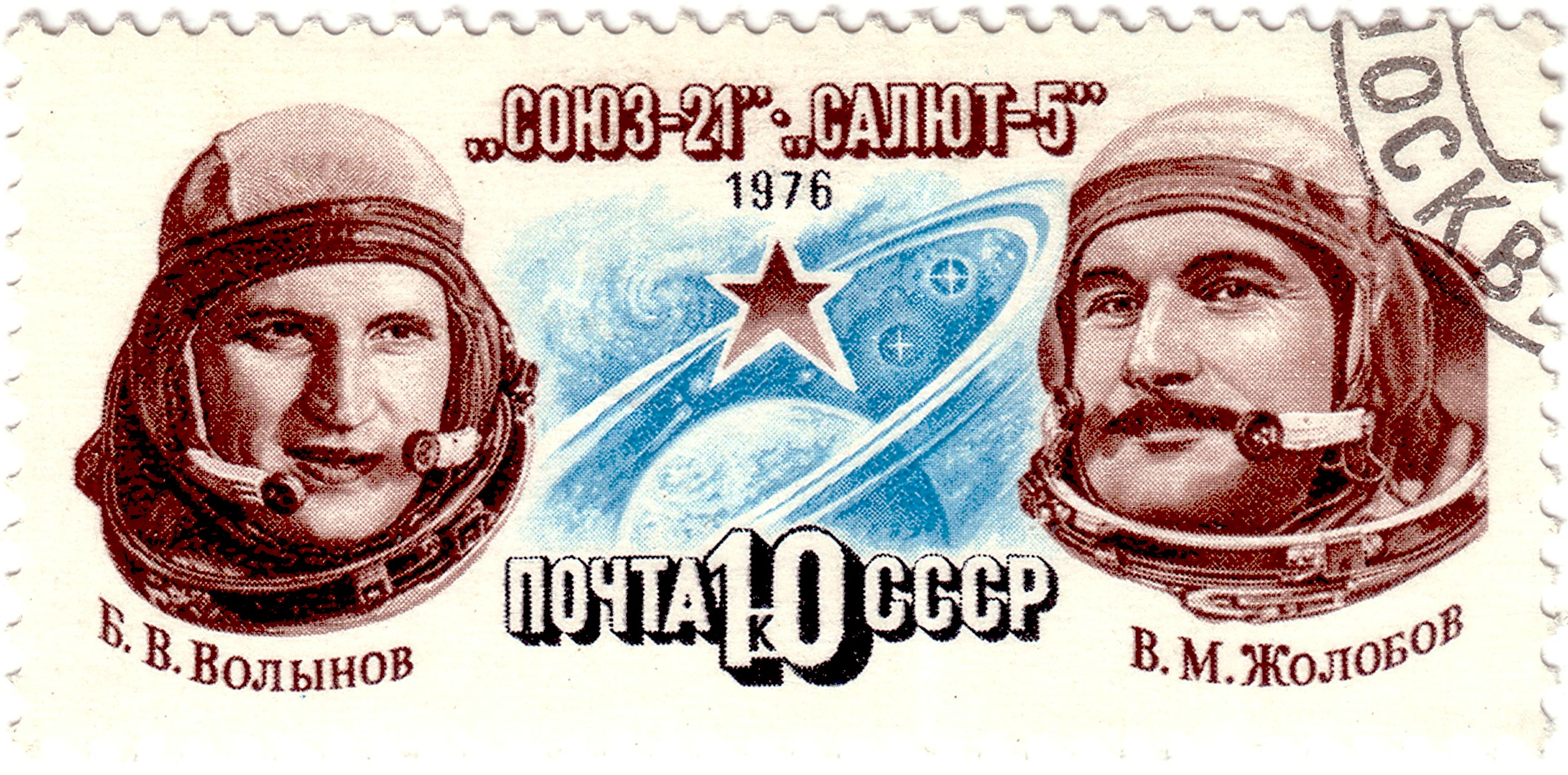
Почтовая марка в честь полёта космического корабля «Союз-21».

Статистика
| # | Стартовый корабль | Старт, UTC        | Экспедиция           | Корабль посадки | Посадка, UTC      | Налёт                       | Выходы в открытый космос | Время в открытом космосе |
| - | ----------------- | ----------------- | -------------------- | --------------- | ----------------- | --------------------------- | ------------------------ | ------------------------ |
| 1 | Союз-21           | 06.07.1976, 12:08 | Союз-21, Салют-5 (1) | Союз-21         | 24.08.1976, 18:32 | 49 суток 06 часов 23 минуты | 0                        | 0                        |

## Политическая и общественная деятельность
В 1981 году был уволен в запас из рядов Советской Армии с должности командира группы слушателей-космонавтов и инструктора-космонавта с правом ношения военной формы. В 1982 году переехал в Киев.
С 1983 по 1987 год работал заместителем генерального директора научно-производственного объединения «Маяк», избирался депутатом Киевского горсовета народных депутатов.
В 1986 году — участник ликвидации последствий аварии на ЧАЭС.
В 1987—1991 годах — начальник аэрокосмогеологической партии в г. Ноябрьск Тюменской области РСФСР. В 1991—1992 годах — заведующий кафедрой филиала Института повышения квалификации Министерства геологии России. С 1993 — председатель Совета Героев Советского Союза г. Киева. В 1993 году избран действительным членом Транспортной академии Украины.
В 1994 году избран в Херсонской области Председателем Херсонского областного совета — главой Херсонской областной администрации. Занимал эту должность до 1996 года.
С 12 июня 1996 года по 4 февраля 1997 года занимал должность заместителя Генерального директора Национального космического агентства Украины. С 1999 года — председатель совета Киевской организации «Слава», с 2001 года — президент Всеукраинского объединения «Слава».
С 11 апреля 2002 года является президентом Аэрокосмического общества Украины.

## Воинские звания
- Инженер-лейтенант (5.05.1959).
- Старший инженер-лейтенант (14.03.1962)
- Инженер-капитан (15.09.1964).
- Инженер-майор (11.04.1967).
- Инженер-подполковник (1.12.1969).
- Инженер-полковник (29.08.1976).
- Генерал-майор (Украина, 2002)[5]
- Генерал-лейтенант (Украина)[6]

## Награды
- Медаль «Золотая Звезда» Героя Советского Союза (1 сентября 1976 года).
- Орден Ленина (1 сентября 1976 года).
- Орден «За заслуги» II степени (12 апреля 2011 года) — за значительный личный вклад в развитие ракетно-космической отрасли, достижения в создании и внедрении космических систем и технологий, высокое профессиональное мастерство[7].
- Орден «За заслуги» III степени (11 апреля 2008 года) — за значительный личный вклад в укрепление ракетно-космического потенциала Украины, весомые достижения в создании и внедрении космических систем и технологий, высокое профессиональное мастерство[8].
- Медаль «За заслуги в освоении космоса» (12 апреля 2011 года, Россия) — за большие заслуги в области исследования, освоения и использования космического пространства, многолетнюю добросовестную работу, активную общественную деятельность[9].
- Медаль «За освоение целинных земель» (1976).
- Медаль «За отличие в охране государственной границы СССР» (1977).
- 8 юбилейных медалей.
- Заслуженный мастер спорта СССР (1976).
- Почётный гражданин Байконура[10], Херсона, Голой Пристани, Калуги[11], Прокопьевска[12], Целинограда.